# Abel Baptista
Abel Lima Baptista foi um deputado português, do CDS-PP, eleito pelo círculo eleitoral de Viana do Castelo, secretário da mesa da Assembleia da República e Presidente da Comissão de Educação Ciência e Cultura. É licenciado em Direito e exerce a profissão de jurista (trabalhou nas Câmaras Municipais de Ponte de Lima, Nazaré e Lamego). Além de deputado das X, XI, XII, e XIII legislaturas (2005 a 2016) foi também vereador da Câmara Municipal de Ponte de Lima e deputado e presidente da Assembleia Municipal de Ponte de Lima, foi vereador da Câmara Municipal de Monção. Desempenhou as funções de Diretor do Centro Distrital da Segurança Social de Viana do Castelo (2002 a 2005), funcionário na Câmara Municipal de Lamego e novamente vereador da Câmara Municipal de Ponte de Lima.